# Mosiá
Mosiá (Mosia) är en ort i Grekland.   Den ligger i prefekturen Nomós Korinthías och regionen Peloponnesos, i den södra delen av landet, 120 km väster om huvudstaden Aten. Mosiá ligger 722 meter över havet och antalet invånare är 172.
Terrängen runt Mosiá är huvudsakligen bergig, men åt sydost är den kuperad. Mosiá ligger nere i en dal. Runt Mosiá är det glesbefolkat, med 9 invånare per kvadratkilometer. Närmaste större samhälle är Mánna, 18,0 km nordost om Mosiá. Trakten runt Mosiá består till största delen av jordbruksmark.